# Saint-Firmin-lès-Crotoy

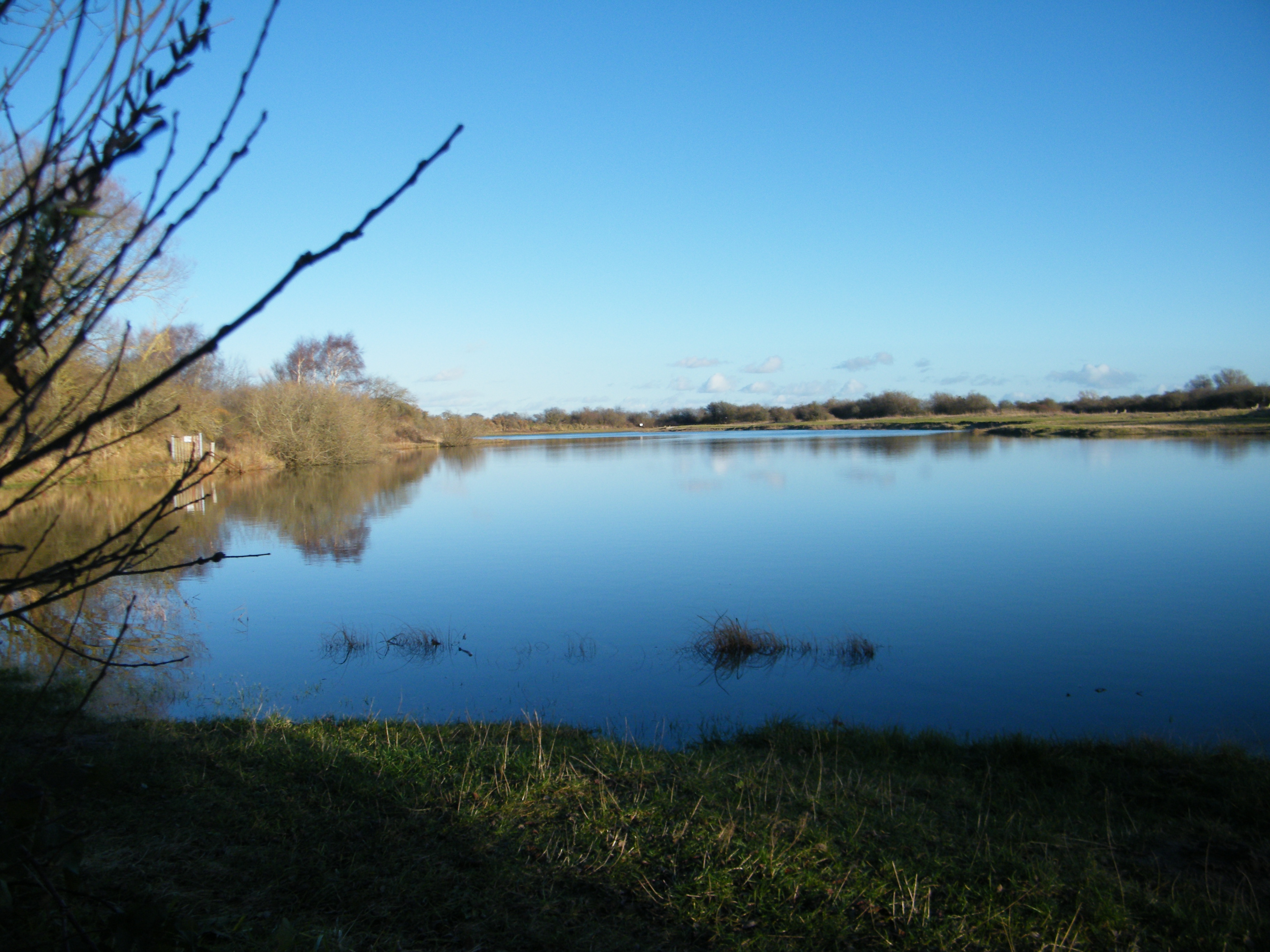
Visvijver

Saint-Firmin-lès-Crotoy is een in het departement Somme gelegen dorp, behorende tot de gemeente Le Crotoy in Noord-Frankrijk.
De voormalige zelfstandige gemeente werd einde 18e eeuw al bij Le Crotoy gevoegd.

## Geschiedenis
De ontwikkeling vond plaats vanuit Mayoc, waar de Frankische vorst Ragnachar, in de 5e eeuw, een buitenhuis bezat. In 834 was al sprake van een heerlijkheid van Mayoc en Le Crotoy. In 1290 was sprake van de gemeente Crotoy-Maiocq-Berteaucourt. Berteaucourt is het gehucht waar al in 1197 de Sint-Firminuskerk stond.
Tijdens de Eerste Wereldoorlog vluchtten vele inwoners uit angst voor bombardementen de bossen in. Ook ontplofte er een munitiedepot wat tot slachtoffers onder de militairen leidde. Ook de Tweede Wereldoorlog veroorzaakte enkele slachtoffers.

## Bezienswaardigheden
- De Sint-Firminuskerk (Église Saint-Firmin)

## Natuur en landschap
Er zijn in het gebied twee landschapstypen te vinden. De foraines (geestgronden), bestaande uit door de wind aangevoerd duinzand, verrijkt met humus. Daarnaast de bas-champs (lage velden), afzettingen van de zee en meer klei bevattende. De Barre-mer is een natuurlijke dam, bestaande uit erosieproducten van de kliffen ten zuidwesten van de Baai van de Somme. Ook het riviertje de Maye vloeit door dit gebied.

## Economie
Tot de middelen van bestaan behoren een grote grindgroeve (Eurarco) die een grote plas heeft gegraven welke zich ten westen van het dorp uitstrekt. Het verzamelen van kokkels en van schorreplanten als zeekraal, en de teelt van mosselen, behoort eveneens tot de activiteiten. Daarnaast spelen de landbouw en het toerisme een rol.

## Nabijgelegen kernen
Le Crotoy, Rue, Saint-Quentin-en-Tourmont